# 西班牙華人

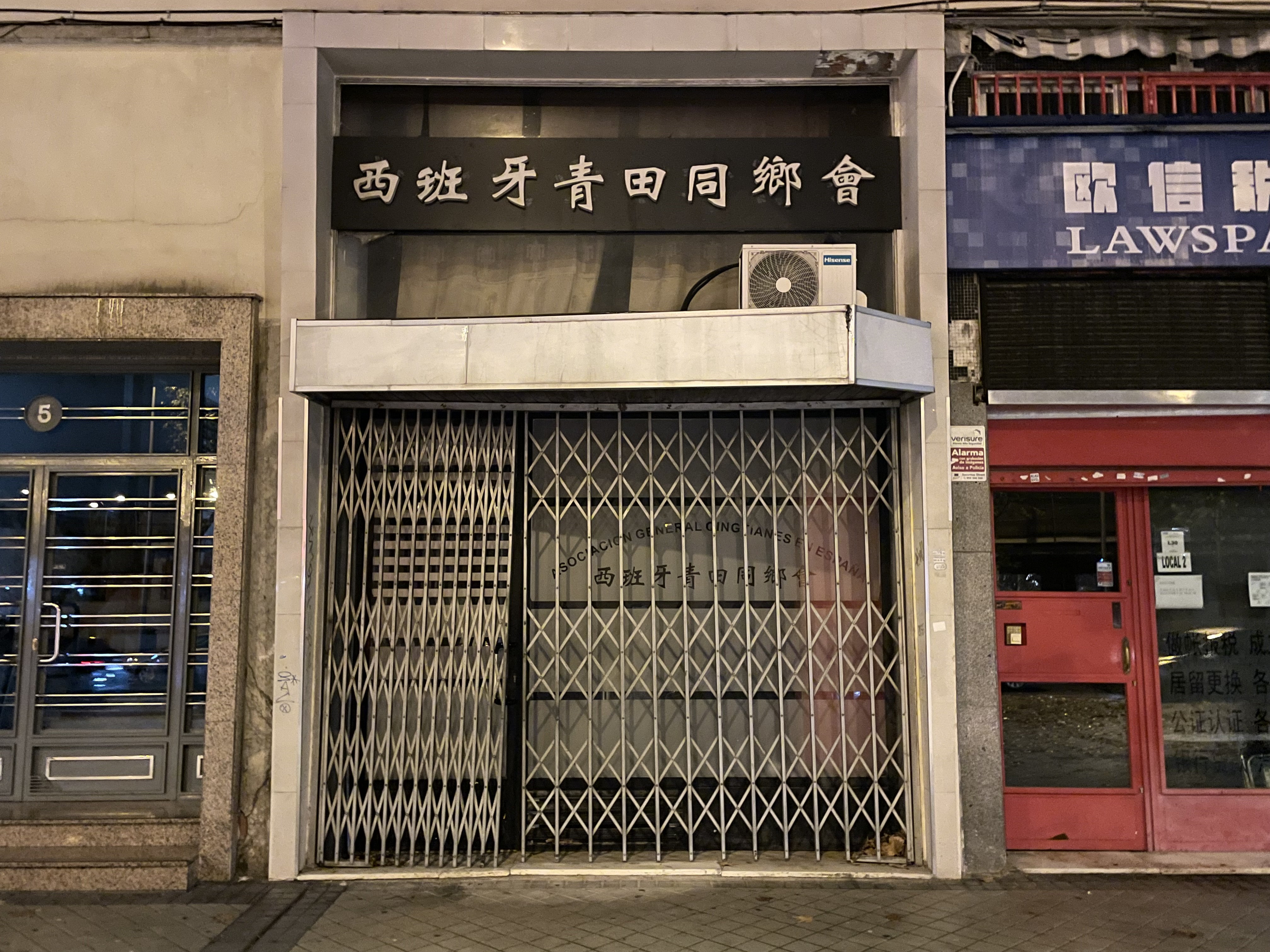
马德里青田同乡会

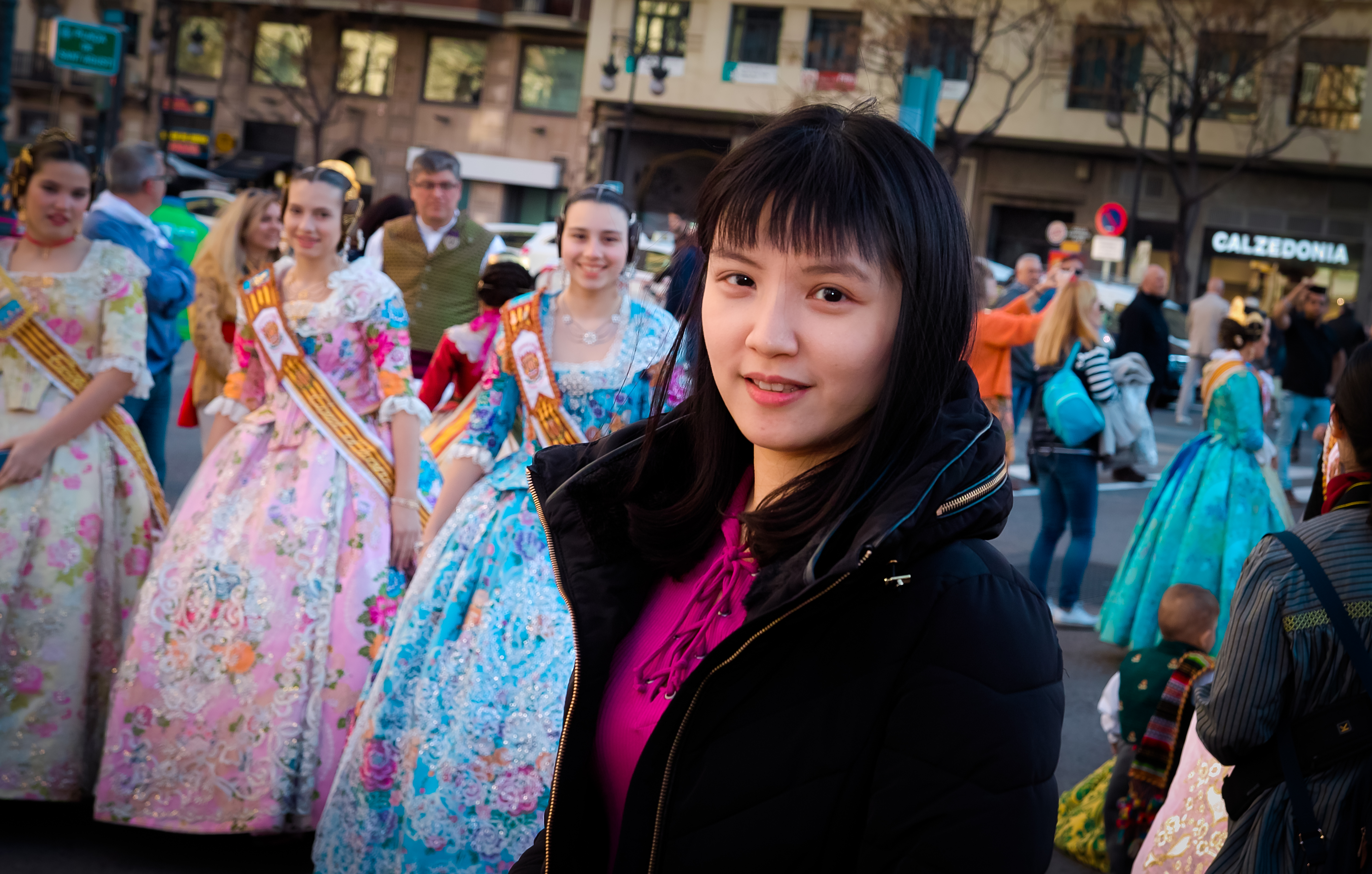
參加法雅節遊行的華人

西班牙華人指居住在西班牙的华人，不管其国籍为何。而国籍为西班牙的华人则称为华裔西班牙人。
截至2009年，官方數據顯示145425個中國公民居住在西班牙。然而，這個數字並不包括其他海外華人和入籍西班牙的華人。

## 歷史
華人第一次出現在西班牙紀錄在16世紀後期，貝納迪諾·德·埃斯卡蘭特在他1577年的著作中提到中國人來到西班牙。胡安·冈萨雷斯·德·门多萨的大中華帝國史提到在1588年有3個中國商人從墨西哥來到西班牙。
他們多是從當時西班牙帝國的殖民地菲律賓乘马尼拉邮船到墨西哥或西班牙。第一波中國移民來到西班牙是在20世紀20年代和30年代，多是從事流動小販。二戰結束後，他們涉足餐飲業，後來進入紡織業和貿易。
西班牙华人絕大多數中國移民是在20世紀80年代開始抵達西班牙，如今馬德里和巴塞隆那是西班牙華人最密集的地區。與其他國家的華人不同，80%西班牙華人祖籍浙江，少數來自福州、泉州(闽南人)和廣東。其他則是來自香港、澳門、台湾及東南亞、拉丁美洲和歐洲的華人社區。近年亦有来自中国东北、山东的新移民进入西班牙:79。
西班牙华人的正式姓名通常会跟随西班牙习俗在姓氏后加上母姓，但中華人民共和國大使馆的姓名登记系统无法兼容复姓汉字，对部分为子女注册中国护照的华侨造成麻烦。

## 受害
在2004年9月，埃爾切當地的鞋商因抗議來自中國廉價進口鞋的削弱本土鞋業市場，對中國商人的倉庫進行縱火。

## 西班牙政府「皇帝行動」
皇帝行動是西班牙政府的一次重大的打擊犯罪行動，該國法院一名法官在2012年10月15日發布全面性的搜查令和逮捕令，隔日清晨檢察官一共開出108張搜索票，隨後警察分別在馬德里以及巴塞隆納逮捕了華人為主的不肖集團。他們被檢察官指控詐欺、賄賂、洗錢、走私大量逃漏稅、非法移工、賭博、販毒與非法色情等多項罪嫌。西班牙媒體稱這些華商為「黑幫」，而事後西班牙中國移民也批評西班牙政府是眼紅的強盜，多說道：「現在咱們在西班牙的中國人起來了，老外看不得咱們發達，經濟不好就找我們開刀！」。

## 人口变化
| 西班牙華人（持有中国国籍者）在1998至2017年的变化                                                                              |
| |
| Population (1998-2017) Foreign population in Spain of Chinese nationality according to the Instituto Nacional de Estadística. |